# Gemma Chan

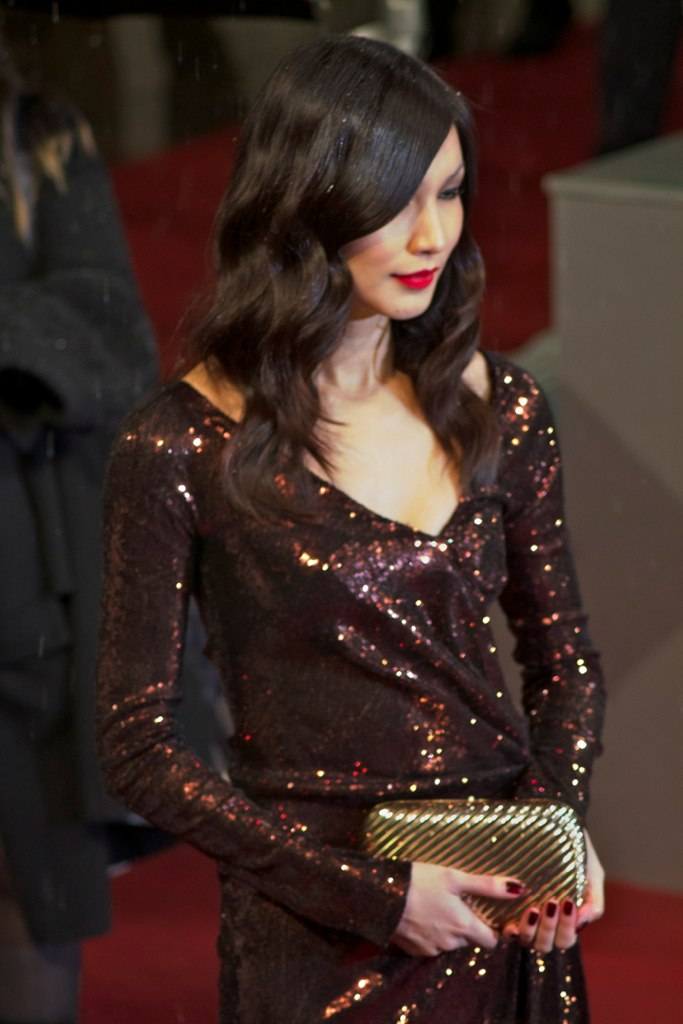
Gemma Chan (2013)

Gemma Chan (2016)

Gemma Chan (ur. 29 listopada 1982 w Londynie) –  angielska aktorka, która wystąpiła m.in. w filmach: Eternals, Kapitan Marvel, Bajecznie bogaci Azjaci i serialu Humans.

## Filmografia

### Filmy
| Rok  | Tytuł                                   | Rola               | Uwagi        |
| ---- | --------------------------------------- | ------------------ | ------------ |
| 2006 | When Evil Calls                         | Molly Nelson       |              |
| 2009 | Egzamin                                 | Chinka             |              |
| 2010 | Pimp                                    | Bo                 |              |
| 2010 | Szanghaj                                | Shin Shin          |              |
| 2010 | Moja łódź podwodna                      | Kim-Lin            |              |
| 2013 | Sobowtór                                | Sędzina            |              |
| 2014 | Jack Ryan: Teoria chaosu                | Amy Chang          |              |
| 2015 | Belles familles                         | Chen-Lin           |              |
| 2016 | Fantastyczne zwierzęta i jak je znaleźć | Ya Zhou            |              |
| 2017 | Transformers: Ostatni rycerz            | Quintessa          |              |
| 2017 | Stratton                                | Aggy               |              |
| 2018 | Bajecznie bogaci Azjaci                 | Astrid Leong-Teo   |              |
| 2018 | Maria, królowa Szkotów                  | Elizabeth Hardwick |              |
| 2018 | London Fields                           | Petronella         |              |
| 2019 | Kapitan Marvel                          | Minn-Erva          |              |
| 2019 | Intrigo: Dear Agnes                     | Henny              |              |
| 2020 | Niech gadają                            | Karen              |              |
| 2021 | Raya i ostatni smok                     | Namaari            |              |
| 2021 | Eternals                                | Sersi              |              |
| 2022 | Nie martw się, kochanie                 | Shelley            |              |
| 2023 | Twórca                                  | Maya               |              |
| 2023 | Chłopiec i czapla                       | Natsuko            | ang. dubbing |

### Telewizja
| Rok       | Tytuł                       | Rola                    | Uwagi                   |
| --------- | --------------------------- | ----------------------- | ----------------------- |
| 2009      | Doktor Who                  | Mia Bennett             | odc. The Waters of Mars |
| 2010      | Technicy-magicy             | Ivana / Female Sulu     | 2 odc.                  |
| 2010      | Sherlock                    | Soo Lin Yao             | odc. The Blind Banker   |
| 2011      | Sekretny dziennik call girl | Charlotte               | główna obsada           |
| 2011      | Fresh Meat                  | Ruth                    |                         |
| 2012      | Bedlam                      | Kiera                   | główna obsada           |
| 2012      | True Love                   | Kathy                   | miniserial              |
| 2013      | Shetland                    | Hattie James            | serial                  |
| 2013      | Śmierć pod palmami          | Jennifer Cheung         | 1 odc.                  |
| 2013      | Dates                       | Erica                   | 2 odc.                  |
| 2014      | The Game                    | Chen Mei                | miniserial              |
| 2015–2018 | Humans                      | Anita/Mia               | główna obsada           |
| 2015      | Ja cię, bracie!             | Miss Pemberton          |                         |
| 2016      | Revolting Rhymes            | królewna Śnieżka (głos) | film TV                 |
| 2018      | Watership Down              | Dewdrop (głos)          | miniserial, 4 odc.      |
| 2019      | I Am                        | Hannah                  | antologia, 1 odc.       |
| 2020      | Thunderbirds Are Go         | profesor Kwark (głos)   | 1 odc.                  |
| 2022      | Ekstrapolacje               | Natasha Alper           | 1 odc.                  |
| 2023      | The Afterparty              | „Zoë”                   | 1 odc.                  |